# Villar-Saint-Pancrace

Villar-Saint-Pancrace este o comună în departamentul Hautes-Alpes, Franța. În 1 ianuarie 2022 avea o populație de 1.433 de locuitori.